# Coracina larvata
Coracina larvata е вид птица от семейство Campephagidae.

## Разпространение
Видът е разпространен в Индонезия и Малайзия.